# Jonathan Taylor Thomas
Jonathan Taylor Thomas, geboren Jonathan Taylor Weiss (Bethlehem (Pennsylvania), 8 september 1981), is een voormalig Amerikaans acteur en regisseur. 

## Biografie
Thomas is de zoon van Stephen Weiss en Claudine Gonsalves die van Duitse en Portugese afkomst zijn. Thomas heeft een broer, Joel, die vier jaar ouder is. Na de verhuizing van zijn familie naar Sacramento begon Thomas op zevenjarige leeftijd met modellenwerk en was hij te zien in reclamespotjes voor onder meer Kelloggs cornflakes en Burger King. Na de scheiding van zijn ouders bleef hij bij zijn moeder wonen, die later ook zijn manager werd, en verhuisde naar Los Angeles.
Naast zijn carrière als acteur heeft Thomas in 2000 zijn eindexamen gehaald op Chaminade College Preparatory High School in Los Angeles. Hierna is hij tijdelijk met acteren gestopt om zich op zijn studie Geschiedenis en Filosofie te richten. Na een parcours aan de Harvard-universiteit en een verblijf aan de Universiteit van St. Andrews is hij later afgestudeerd aan de Columbia-universiteit.
Thomas is van jongs af aan vegetariër. Zijn rollen als biseksuele prostituee in Speedway Junkie en als homoseksuele scholier in Common Ground leidden tot speculatie omtrent Thomas' seksuele geaardheid.

## Carrière
Thomas begon zijn televisiecarrière in 1990 en speelde de rol van Kevin Brady, de zoon van Greg Brady, in The Bradys, een kortstondige spin-off van de populaire tv-show The Brady Bunch uit de jaren 1970. In 1991 verscheen Thomas in een aflevering van Fox's sketchcomedyserie In Living Color. Datzelfde jaar werd hij gecast als Randy Taylor in ABC's sitcom Home Improvement rondom de stand-up comedian Tim Allen, en naast Zachery Ty Bryan en Taran Noah Smith, die de rollen van zijn broers speelden. Thomas bleef zeven seizoenen bij Home Improvement, maar verliet de show in 1998 om zich op zijn studie te richten en speelde daarna nog slechts sporadisch in het achtste en laatste seizoen van de serie. 
Naast zijn televisiecarrière verscheen Thomas eveneens in verschillende films. Hij had onder andere een prominente rol als stemacteur in Disney's animatiefilm The Lion King, waarin hij de stem van de welp Simba vertolkte. In 2005 verscheen eveneens de engelstalige versie van de animatiefilm van de Studio Ghibli, Pompoko (平成狸合戦ぽんぽこ), waarin Thomas zijn stem aan het personnage Shoukichi verleende. 

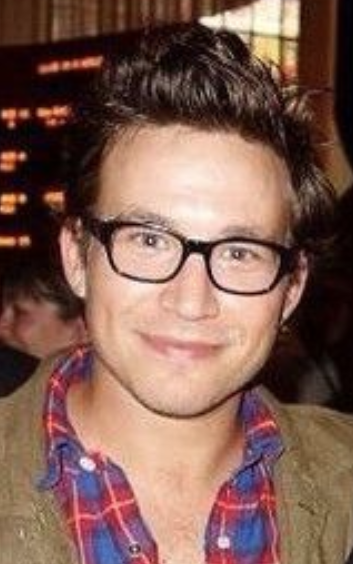
Jonathan Taylor Thomas in 2013

Tevens was Thomas te zien in andere Disney-films zoals Man of the House, Tom and Huck en I'll Be Home for Christmas. Andere films met Thomas in de hoofdrol zijn een bewerking van De avonturen van Pinokkio, waarin hij de hoofdrol speelde en stemacteur was. Daarnaast verscheen hij in de films Wild America, Speedway Junky, Walking Across Egypt en Common Ground. 
Sinds zijn vertrek bij Home Improvement heeft Thomas gastrollen vervuld in de series in 8 Simple Rules for Dating My Teenage Daughter, Smallville, Ally McBeal en Veronica Mars.
In 2013 en 2015 speelde Thomas enkele gastrollen in de sitcom Last Man Standing, naast zijn tv-ouders Tim Allen en Patricia Richardson. Hij regisseerde eveneens drie afleveringen van Last Man Standing.
Sinds 2017 is Thomas bestuurslid binnen de vakbond SAG-AFTRA.

## Prijzen[10]
- 1999 Kid’s Choice Awards in de categorie Favoriete TV Acteur met de televisieserie Home Improvement – genomineerd.
- 1998 Kid’s Choice Awards in de categorie Favoriete TV Acteur met de televisieserie Home Improvement – gewonnen.
- 1998 YoungStar Awards in de categorie Beste Optreden door een Jeugdige Acteur in een Televisieserie met de televisieserie Home Improvement – genomineerd.
- 1997 Kid’s Choice Awards in de categorie Favoriete TV Acteur met de televisieserie Home Improvement – genomineerd.
- 1997 Saturn Awards in de categorie Beste Optreden door een Jeugdige Acteur met de Animatiefilm The Adventures of Pinocchio – genomineerd.
- Young Artist Awards in de categorie Beste Optreden met een Voice-over door een Jeugdige Artiest met de Animatiefilm The Adventures of Pinocchio – gewonnen.
- 1997 YoungStar Awards in de categorie Beste Optreden door een Jeugdige Acteur in een Komische Film met de televisiefilm Tom and Huck – genomineerd.
- 1997 YoungStar Awards in de categorie Beste Optreden door een Jeugdige Acteur in een Televisieserie met de televisieserie Home Improvement – genomineerd.
- Kid’s Choice Awards in de categorie Favoriete TV Acteur met de televisiefilm Tom and Hock – genomineerd.
- 1996 Young Artist Awards in de categorie Beste Jeugdige Acteur in een Leidende Rol met de televisiefilm Tom and Huck – genomineerd.
- 1995 Saturn Awards in de categorie Beste Optreden door een Jeugdige Acteur met de Animatiefilm The Lion King – genomineerd.
- 1995 Young Artist Awards in de categorie Beste Optreden door een Jeugdige Acteur met Voice-over in een Animatiefilm met de Animatiefilm The Lion King – genomineerd.
- 1994 Young Artist Awards in de categorie Uitstekende Cast in een Televisieserie met de televisieserie Home Improvement – gewonnen (samen met Zachery Ty Bryan en Taran Noah Smith).
- 1993 Young Artist Award in de categorie Beste Jeugdige Acteur in een Televisieserie met de televisieserie Home Improvement – genomineerd.

## Filmografie[11]

### Animatiefilms
- 2005 Thru the Moebius Strip – als prins Ragis
- 2000 The Tangerine Bear: Home in Time for Christmas! – als Tangle
- 1996 Toto Lost in New York – als Scarecrow jr.
- 1996 The Nome Prince and the Magic Belt – als Scarecrow jr.
- 1996 The Adventures of Pinocchio – als Pinocchio
- 1996 Christmas in Oz – als Scarecrow jr.
- 1996 Who Stole Christmas – als Scarecrow jr.
- 1994 Pompoko – als Shoukichi
- 1994 The Lion King – als jonge Simba

### Films
- 2006 The Extra – als directeur
- 2005 Tilt-A-Whirl – als klant
- 2001 An American Town – als Rafe
- 2000 Timothy Tweedle the First Christmas Elf – als Timothy Tweedle
- 2000 Common Ground – als Tobias
- 1999 Walking Across Egypt – als Wesley Benfield
- 1999 Speedway Junky – als Steve
- 1998 I'll Be Home for Christmas – als Jake
- 1998 I Woke Up Early the Day I Died – als jongen op strand
- 1997 Wild America – als Stouffer
- 1995 Tom and Huck – als Tom Sawyer
- 1995 Man of the House – als Ben Archer
- 1994 The Big Help – als gast

### Animatieseries
- 2003 The Simpsons – als Luke Stetson – 1 afl.
- 2000 The Wild Thornberrys – als Tyler Tucker – 5 afl.
- 1996 The Oz Kids – als Scarecrow jr. - ? afl.
- 1994 The Itsy Bitsy Spider – als George – 1 afl.

### Televisieseries
- 2005 Veronica Mars – als Ben – 1 afl.
- 2004 8 Simple Rules… for Dating My Teenage Daughter – als Jeremy – 3 afl.
- 2002 – 2004 Smallville – als Ian Randall – 2 afl.
- 2000 Ally McBeal – als Chris Emerson – 1 afl.
- 1991 – 1998 Home Improvement – als Randy Taylor – 179 afl.
- 1991 – 1993 In Living Color – als Macaulay Culkin – 3 afl.
- 1990 The Bradys – als Kevin Brady – 2 afl.
- 1990 ABC TGIF – als Randy - ? afl.
- 1987 The Adventures of Spot – als Spot – miniserie

### Videogame
- 1996 The Adventures of Pinocchio - als menselijke Pinocchio (stem)

- Biblioteca Nacional de España: XX1305550
- Bibliothèque nationale de France: cb14022525b (data)
- Gemeinsame Normdatei: 1022827324
- International Standard Name Identifier: 0000 0001 1470 797X
- Library of Congress Control Number: no95040802
- Nationale Bibliotheek van Israël: 987007342241805171
- Nederlandse Thesaurus van Auteursnamen: 159302110
- SNAC: w6np2vrk
- Système universitaire de documentation: 19007549X
- Virtual International Authority File: 37115036
- WorldCat: E39PBJtrYkhvhdTJpMFk83k4bd